# Sydney Wooderson

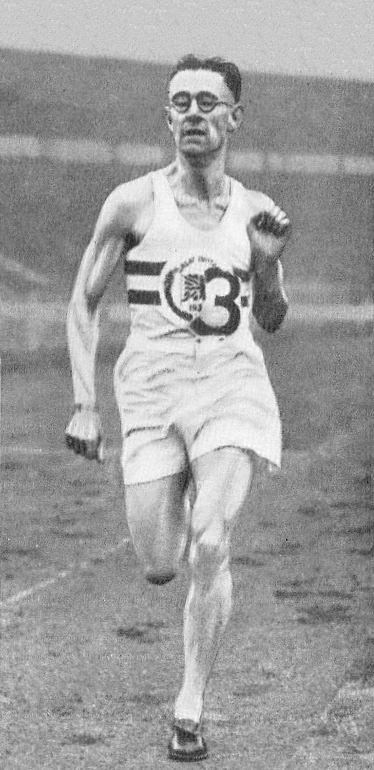
Churchman cigarette card of Sydney Wooderson

Sydney Wooderson (* 30. August 1914 in Camberwell; † 21. Dezember 2006 in Dorset) war ein britischer Leichtathlet, der in den Jahren vor und nach dem Zweiten Weltkrieg über die Mittelstrecke erfolgreich war.

## Leben
Er lief drei Weltrekorde und wurde zweimal Europameister. Seine Paradestrecke war die englische Meile – als 18-Jähriger war er der erste Schüler, der sie in weniger als 4:30 Minuten lief.
Von 1935 bis 1939 wurde er über die Meile fünfmal hintereinander AAA-Meister.
| Jahr       | 1935   | 1936   | 1937   | 1938   | 1939   | 1946               |
| Zeit (min) | 4:17,2 | 4:15,0 | 4:12,2 | 4:13,4 | 4:11,8 | 13:53,2 (3 Meilen) |

Der nur 1,68 m große gelernte Rechtsanwalt (soliciter) startete für die Blackheath Harriers. Sein Trainer war Olympiasieger Albert Hill. Er absolvierte ein umfangreiches Ausdauertraining zu einer Zeit, da in Deutschland wesentlich weniger (und intensiver) im Intervalltraining trainiert wurde.
Wooderson starb am 21. Dezember 2006 in einem Altenheim in Dorset.

## Karriere
- 1934 bis 1936
  - Wooderson kann den neuseeländischen Weltrekordhalter (4:07,6 min) Jack Lovelock in sechs Rennen viermal besiegen. Beim ersten Zusammentreffen im Juni 1934 gewinnt Wooderson. Es folgen zwei Niederlagen bei den Britischen Meisterschaften sowie bei den British Empire Games in London, wo Wooderson 6 Zehntel langsamer ist als der mit 4:12,8 min siegreiche Neuseeländer. Zum Duell bei den Olympischen Spielen 1936 in Berlin kommt es nicht, da Wooderson infolge einer Fußknöchelverletzung das Finale nicht erreicht.
- 1937
  - Am 28. August 1937 verbessert Wooderson in Motspur Park die drei Jahre alte Bestmarke des Amerikaners Glenn Cunningham um vier Zehntelsekunden und stellt mit
    - 4:06,4 min über 1 Meile
einen Weltrekord auf, der fünf Jahre Bestand haben soll.
- 1938
  - Bei den Europameisterschaften 1938 in Paris gewinnt Wooderson in 3:53,6 min Gold über 1500 Meter vor dem Belgier Joseph Mostert (Silber in 3:54,5 min) und dem Italiener Luigi Beccali (Bronze in 3:55,2 min).
  - Am 20. August 1938 in Motspur Park gelingen Wooderson gleich zwei Weltrekorde auf einmal:
    - 1:48,4 min über 800 Meter und
    - 1:49,2 min über 880 Yards (= 804,672 m).

  - Damit verbessert er die bisherigen Bestmarken der Amerikaner Glenn Cunningham und Elroy Robinson um 1,3 Sekunden bzw. um vier Zehntelsekunden.
- 1945
  - Am 9. September in Göteborg erzielt Wooderson als Zweiter hinter dem Schweden Arne Andersson zwei britische Rekorde: 3:48,4 min über 1500 Meter und 4:04,2 min über 1 Meile.
- 1946
  - Bei den Europameisterschaften 1946 in Oslo gewinnt der nunmehr 32-jährige Wooderson im ersten 5000-Meter-Lauf seines Lebens auf Anhieb die Goldmedaille mit mehr als fünf Sekunden Vorsprung vor dem Niederländer Willem Slijkhuis. Seine Zeit von 14:08,6 min ist die zweitschnellste, die bis dahin jemals gelaufen wurde (der britische Rekord hatte zuvor bei 14:31,6 min gestanden).
  - Zum Abschluss seiner durch den Krieg unterbrochenen Karriere gewinnt er bei den AAA-Meisterschaften 1946 den Titel im Crosslauf und bleibt als erster Brite über 3 Meilen unter 15 Minuten.